# (33434) Scottmanley
(33434) Scottmanley ist ein Hauptgürtelasteroid, der am 17. März 1999 im Rahmen des OCA-DLR Asteroid Survey entdeckt wurde. Der Asteroid hat einen Durchmesser von etwa 4,6 Kilometern und ist Mitglied der Koronis-Familie, einer umfangreichen Gruppe von Asteroiden, die den Namen von (158) Koronis trägt.
(33434) Scottmanley wurde am 18. Mai 2019 nach dem schottischen Raumfahrt-Youtuber und Astrophysiker Scott Manley (* 1972) benannt. Manley ist in Fachkreisen für seine Visualisierungen der Entdeckungschronologie der Hauptgürtelasteroiden bekannt. Die Benennung von (33434) Scottmanley führte er selbst auf diese Arbeiten zurück.